# Turcovce
Turcovce jsou obec na Slovensku v okrese Humenné v Prešovském kraji ležící na úpatí Ondavské vrchoviny. Žije zde 303 obyvatel.
První písemná zmínka pochází z roku 1557. Nachází se zde římskokatolický kostel Jména Panny Marie.